# A. C. J. van Vossen
A. C. J. van Vossen (* 1882 oder 1883; † März 1961 in Velp) war ein niederländischer Badmintonfunktionär.

## Karriere
A. C. J. van Vossen wurde vor allem in seiner Funktion als Präsident der International Badminton Federation bekannt. 1959 übernahm er das Amt von R. Bruce Hay. Bis zu seinem Tode im März 1961 saß er dem Verband vor.